# مسجد بزرگ پشت باغ آب‌انبار رباط
مسجد بزرگ پشت باغ آب‌انبار رباط مربوط به اوایل دوره قاجار است و در یزد، خیابان شهید رجایی، محله پشت باغ واقع شده و این اثر در تاریخ ۱۸ اردیبهشت ۱۳۸۰ با شمارهٔ ثبت ۳۸۱۰ به‌عنوان یکی از آثار ملی ایران به ثبت رسیده است.